# 아오모리 TV

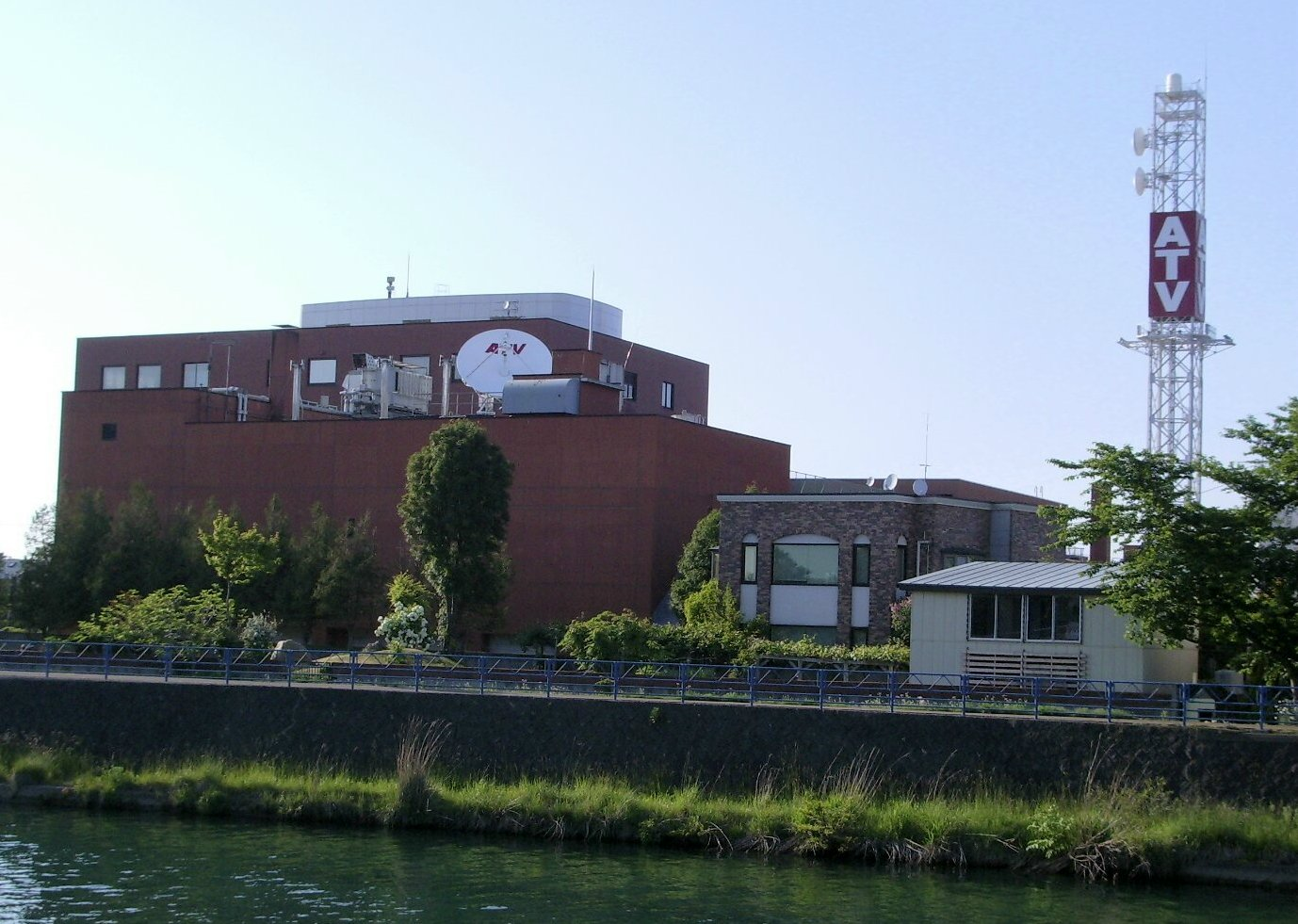
아오모리 TV

아오모리 TV는 1969년 12월 1일 아오모리현의 2번째 민영방송국으로 개국했다. 약칭은 ATV, 콜사인은 JOAI-DTV이다.

## 연혁
- 1968년 12월 23일: 설립.
- 1969년 11월 1일: 이날부터 서비스 방송 개시(개국 전날인 30일까지).
- 1969년 12월 1일: 아오모리 방송에 이어 아오모리현 2번째 민영 텔레비전 방송국으로서 개국.(아키타 TV·TV 이와테·미에 TV 방송도 같은날 개국)
- 1970년 1월 1일: ANN에 가맹(~1975년 3월 30일).
- 1975년 3월 31일: JNN에 가맹하면서 JNN 완전가맹국이 된다.
- 2006년 6월 10일: 지상파 디지털 텔레비전 시험 방송 개시(아오모리 본국).
- 2006년 7월 1일: 지상파 디지털 텔레비전 방송 개시.
- 2007년 11월 5일: 뉴스 전용 스튜디오 설비 하이비전화 완료.
- 2011년 7월 24일: 지상파 아날로그 텔레비전 방송 종료.

## 텔레비전 네트워크의 변천
- 1969년 12월 1일 : NET-TV 네트워크 방송국으로서 개국.당시 NET-TV는 뉴스 네트워크를 결성하지 않았기 때문에 프로그램 판매 형태로 JNN에 참가.이것이 도쿄 방송계열로 이행하게 되는 계기가 되었다. 프로그램은 NET-TV·도쿄방송·후지 TV의 프로그램을 방송하고 있었지만 황금시간대에서는 도쿄 방송과 NET-TV의 프로그램을 중심으로 방송하고 있었다.
  - 당초에는 후지 텔레비전과 NET-TV(현재 TV 아사히)의 크로스 넷국으로 개국 할 예정이었지만 당시 사장이었던 故 타자와 모치로 국회의원이 FNN의 우파적 보도자세에 반발하여 FNN에는 참가하지 않아 결국 NET-TV의 계열국으로 개국하였다지만 JNN과 도쿄 방송의 프로그램에는 프로그램 판매형태로 참가하였다.
- 1970년 1월 1일 : ANN 발족과 동시에 가맹.
- 1975년 3월 31일 : ANN을 탈퇴하면서 JNN에 정식 가맹.JNN이 배타협정에 의해 다른 뉴스 계열 가맹을 금지하고 있고 뉴스 프로그램을 제외한 다른 프로그램의 크로스 네트워크 연결도 NET-TV의 동의를 얻지 못해 최소한의 프로그램만 남겨놓은 상태로 아오모리방송에 ANN계열 프로그램을 양도하면서 아오모리방송에서 개국 후에도 이행되지 않았던 도쿄 방송 제작 프로그램이 이행된다.
  - 아오모리의 무츠항에 입항하는 원자력선 취재 당시 TBS와 NET의 직원들이 충돌하는일이 일어나자 NET는 1975년 3월 네트워크 관계를 아오모리 방송과 맺게 되었다(아오모리 방송의 ANN 가맹은 아오모리 아사히 방송 개국 전까지).
- 1975년 10월 1일 : JNN 뉴스 데스크 방송 개시에 의해 하루 종일 JNN의 뉴스 프로그램을 방송하기 시작.
- 1977년 4월 1일 : 황금시간대 후지TV 프로그램 동시연결을 취소하면서 이에 의해 일부 후지TV 프로그램이 아오모리 방송에 이행되었다.현재는 도쿄방송 완전가맹국이지만 프로그램 판매 형식으로 일부 후지TV 프로그램의 방송을 계속하고 있다.

## 보충서술
- JNN가맹국이지만 후지 TV나 TV 도쿄의 프로그램도 많이 방송하고 있다.
- ANN에 가맹했지만 1975년 3월 30일을 마지막으로 탈퇴하면서 JNN에 가맹했고 그 대신 아오모리 방송이 75년 3월 31일부터 ANN에 가맹했다.
- 도쿄도내에서의 취재는 통상 키국인 도쿄방송이 담당하지만 아오모리현과 관계된 뉴스는 도쿄 지사가 담당(일부 예외 있음)하며 ATV뉴스에서는 「ATV 도쿄」라는 형태로 자막이 첨부된다.
- 후지 TV·TV 도쿄의 프로그램을 방송할 때 광고가 들어오지 않으면 스폰서를 표시하는 부분을 자사 제작 프로그램 선전 영상으로 교체한다.

## 아오모리현에 있는 다른 텔레비전·라디오 방송국
- NHK 아오모리 방송국
- 아오모리 방송(RAB)(TV는 니혼 TV 계열, 라디오는 JRN&NRN계열)
- 아오모리 아사히 방송(ABA)(TV 아사히 계열)
- FM아오모리(JFN계열)